# دائرة حمام السخنة
دائرة حمام السخنة هي إحدى دوائر ولاية سطيف الجزائرية.

## بلديات
تضم الدائرة حمام السخنة بلديات التالية:
- حمام السخنة
- الطاية
- التلة